# Voilure à géométrie variable

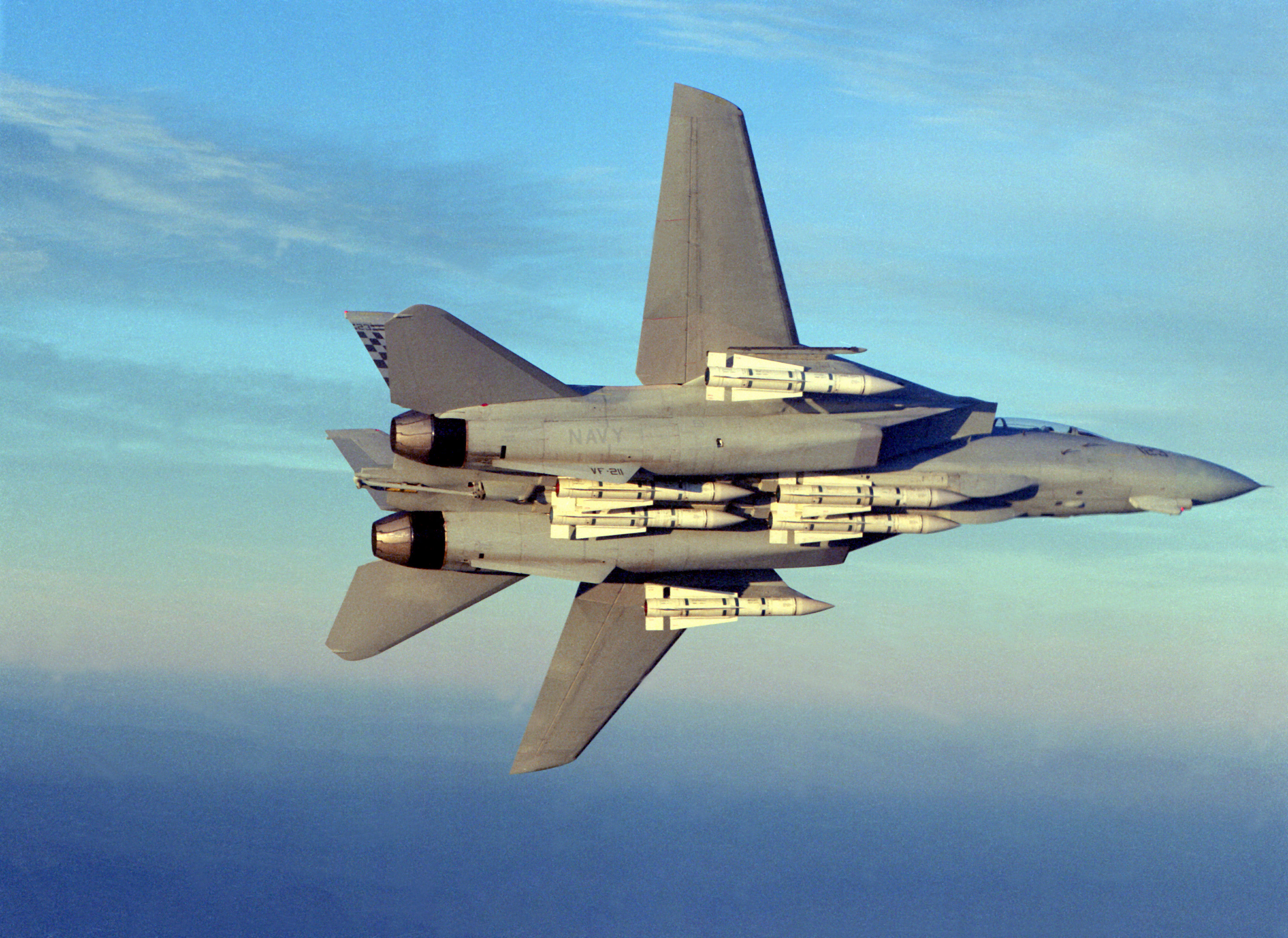
Un F-14 Tomcat avec les ailes dépliées

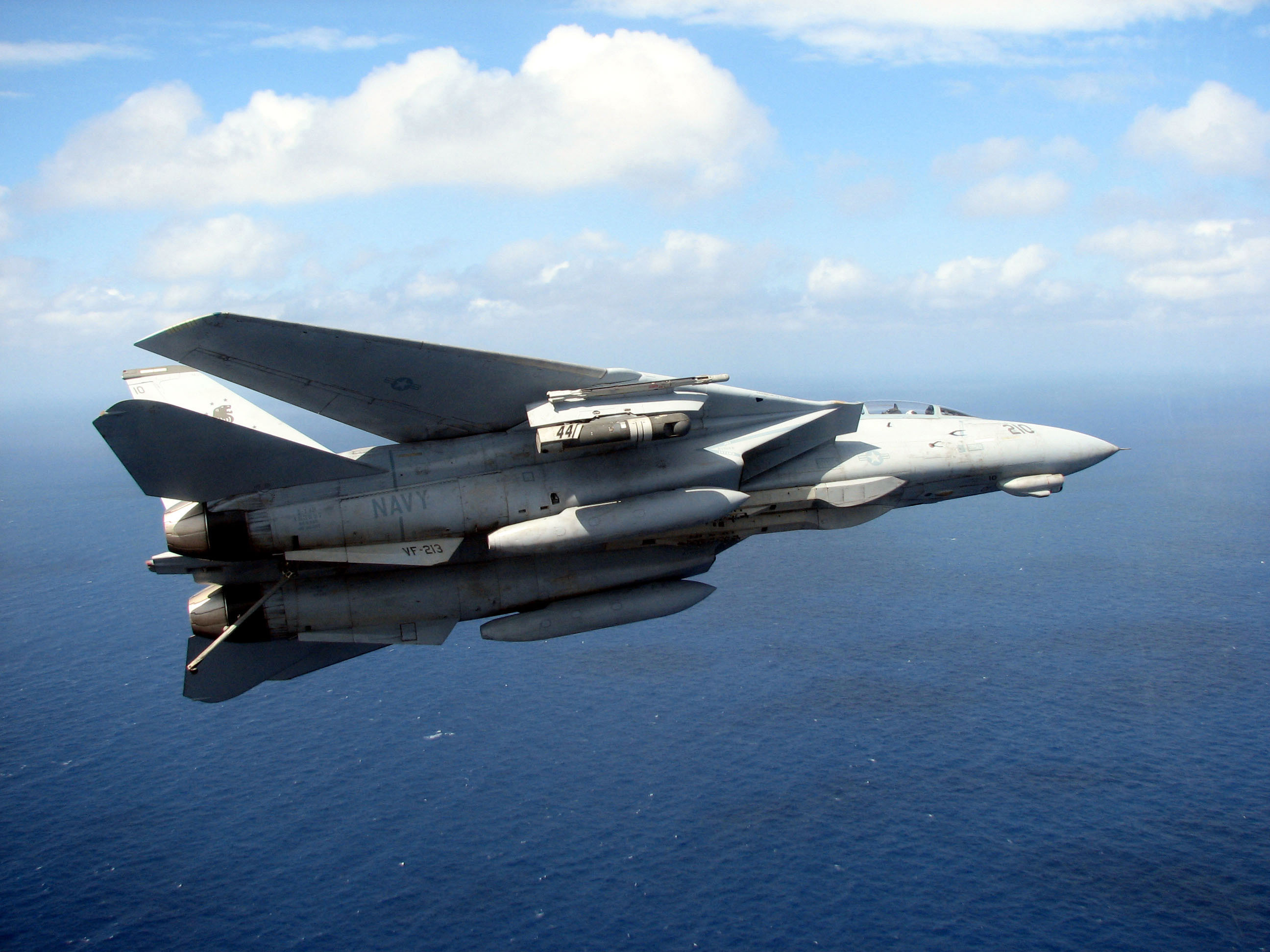
Un F-14 Tomcat avec les ailes repliées

La voilure à géométrie variable est une voilure dont la forme peut être modifiée en cours de vol, afin de rendre un aéronef capable d'évoluer à différentes vitesses sans perte d'efficacité.
La solution la plus courante consiste à articuler tout ou une partie de la voilure pour pouvoir augmenter sa flèche à grande vitesse, et la diminuer à basse vitesse.
Bien qu'il fût envisagé pour l'avion de ligne supersonique américain Boeing 2707, ce type de voilure est utilisé uniquement sur les avions militaires mis en service principalement dans les années 1970. Parmi les exemples les plus connus, on peut citer le F-14 Tomcat américain, le Tornado européen et le MIG-23 Flogger soviétique. On peut également citer le F-111 Aardvark et le B-1 Lancer. Aujourd'hui, cette formule complexe tend à disparaître, aucun nouvel appareil n'ayant été développé depuis 1981 (Tupolev Tu-160).

## Explication aérodynamique
Le choix de la voilure d'un avion résulte d'un compromis entre la portance, représentée par le coefficient de portance, et la traînée, représentée par le coefficient de traînée - ainsi que d'autres facteurs tels que la masse, la possibilité d'accrocher des pods, etc. La voilure est, en général, optimisée pour offrir la meilleure efficacité à la vitesse de croisière de l'avion.
Les avions militaires, en particulier ceux dont les missions sont multiples, ont plusieurs régimes de vol « normaux » l'un en subsonique, l'autre en supersonique. À basse vitesse il est nécessaire d'obtenir un coefficient de portance élevé ce qui entraîne un haut coefficient de traînée, très pénalisant en régime supersonique. Une partie de la valeur du coefficient de traînée est liée à la flèche de la voilure, d'où l'intérêt de la voilure à flèche variable et, plus généralement, à géométrie variable.
La géométrie variable permet d'optimiser l'avion pour plusieurs régimes de vol ce qui lui donne une autonomie plus importante. Par contre, elle entraîne un accroissement de la masse à vide de l'appareil, une augmentation des risques de pannes liés au dispositif de changement de géométrie, et est complexe à concevoir. Il est de plus nécessaire d'articuler les points d'emports de voilure afin de maintenir ces derniers parallèles à l'axe avion indépendamment de l'angle de flèche.

## Historique

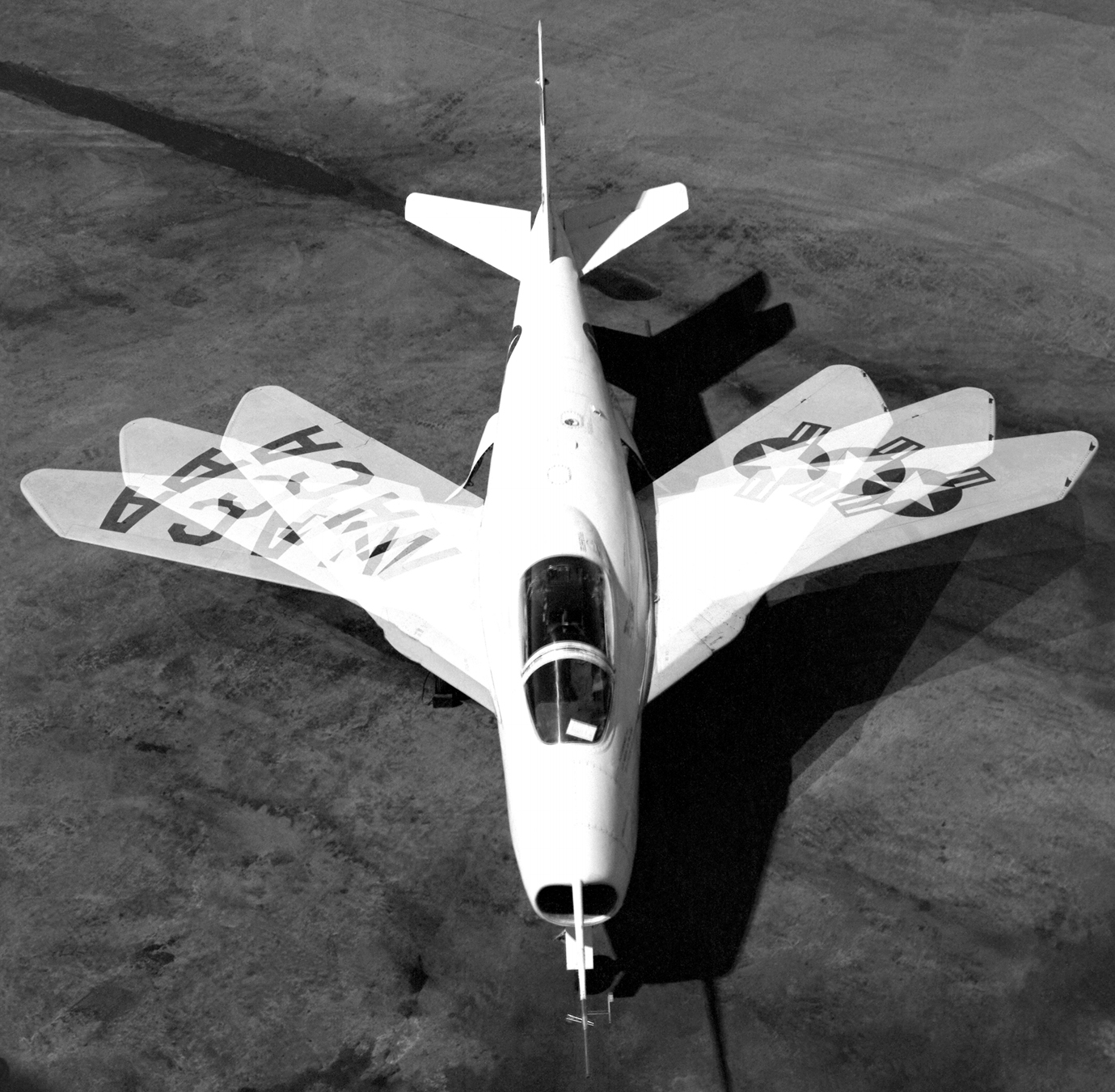
Photo-montage montrant les trois positions possibles de l'aile du X-5.

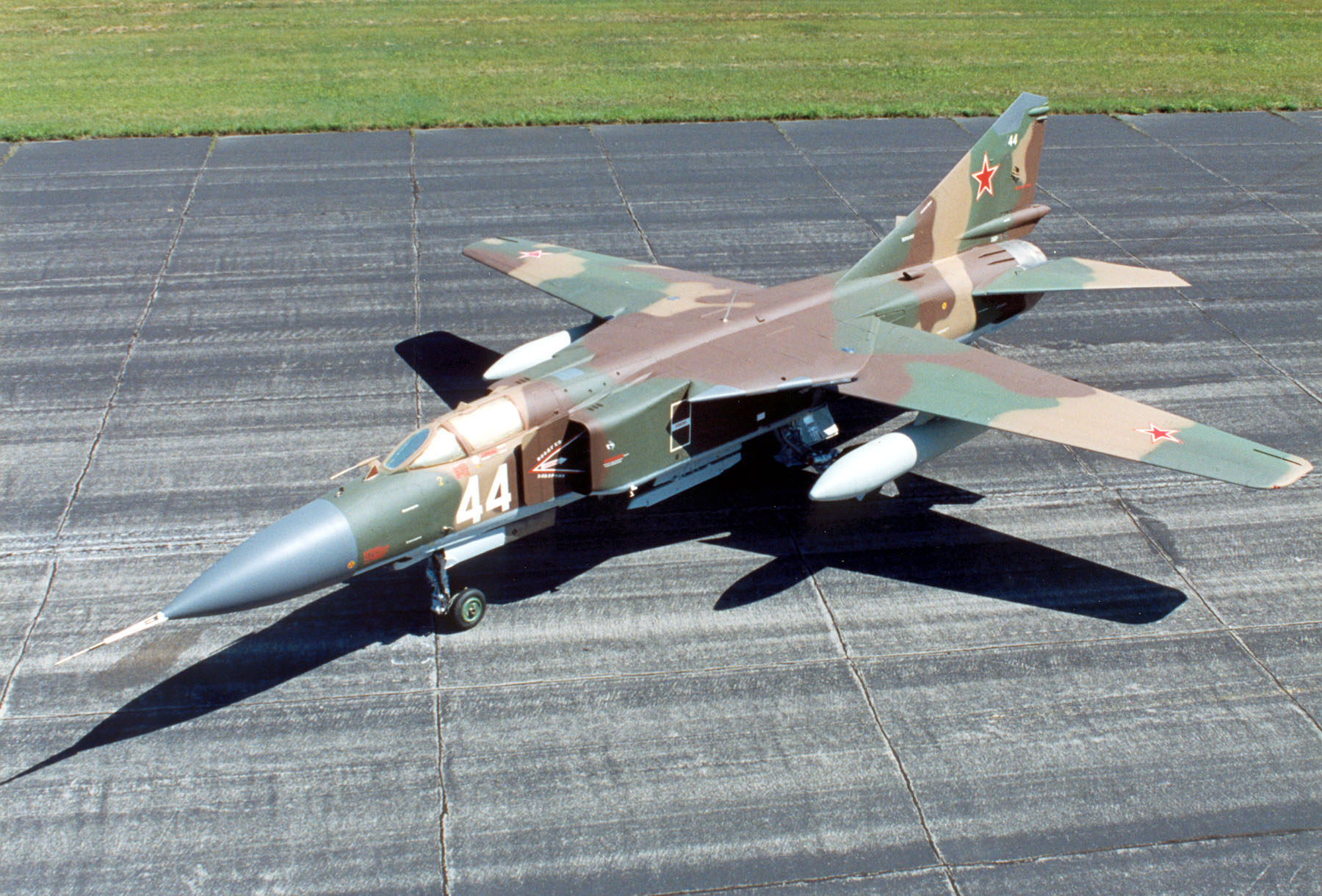
Un MiG-23 Flogger soviétique.

Le premier avion au monde capable de changer la flèche de sa voilure en vol fut l'avion expérimental américain Bell X-5, qui fit son premier vol le 20 juin 1951. Le X-5 ressemblait beaucoup au prototype Messerschmitt P.1101, dont la construction avait été interrompue par la défaite de l'Allemagne , et dont la flèche pouvait être modifiée au sol. Cependant, dans le cas du P.1101, cette nouveauté avait sans doute été introduite uniquement pour permettre de tester différentes configurations lors des vols d'essais. Les deux X-5 construits effectuèrent environ 200 vols d'essais jusqu'en 1958.
En parallèle aux expérimentations du X-5, le constructeur Grumman proposa à l'US Navy un avion de chasse à réaction équipé d'une aile à deux positions : l'une pour le décollage et l'appontage, l'autre pour le vol normal à vitesse élevée. Le prototype XF10F Jaguar fit son premier vol le 19 mai 1952, mais présentait tant de défauts que le projet fut abandonné en avril 1953.
La technique de la géométrie variable finit par être maîtrisée dans les années 1960, et le premier avion de ce type mis en service dans le monde fut le bombardier américain General Dynamics F-111, en 1967. Il fut suivi par le célèbre F-14 Tomcat en 1974. De leur côté, les Soviétiques mirent en service en 1970 à la fois l'avion d'attaque Soukhoï Su-17 Fitter et le chasseur MiG-23 Flogger, dont les prototypes volèrent respectivement en 1966 et 1967. En France, le Mirage III G effectua son premier vol en 1966 mais n'aboutira sur aucune construction en série. Parmi les autres pays européens, l'Italie, le Royaume-Uni et la RFA conçurent le Tornado.
Seuls une dizaine de modèles d'avions à géométrie variable ont cependant été construits en série, et aucun nouvel avion de ce type n'a été mis en service depuis les bombardiers Rockwell B-1 Lancer (américain) et Tupolev Tu-160 Blackjack (soviétique) au milieu des années 1980.

## Le morphing
Le démonstrateur MFX-1, produit par la société américaine NextGen avec le soutien de Boeing, possède des ailes dont la forme peut varier extrêmement en vol. Lors des essais en vol, la surface alaire de la voilure a été modifiée de 40 % et l'envergure de 30 %, la flèche peut varier entre 15° et 30°.
Des recherches visent à pouvoir produire en vol une reconfiguration optimale de tout ou partie du profil, d'éléments de l'aile ou de l'aile entière, reconfiguration adaptée aux besoins du moment, par exemple par l'utilisation de câbles mobiles intégrés dans une voilure, dans une certaine mesure déformable , l'utilisation d'alliages, composites et autres matériaux à aéroélasticité contrôlable et/ou à mémoire de forme piezzoélectriquement contrôlables par l'ordinateur de bord,,.

## Liste des aéronefs à ailes à géométrie variable

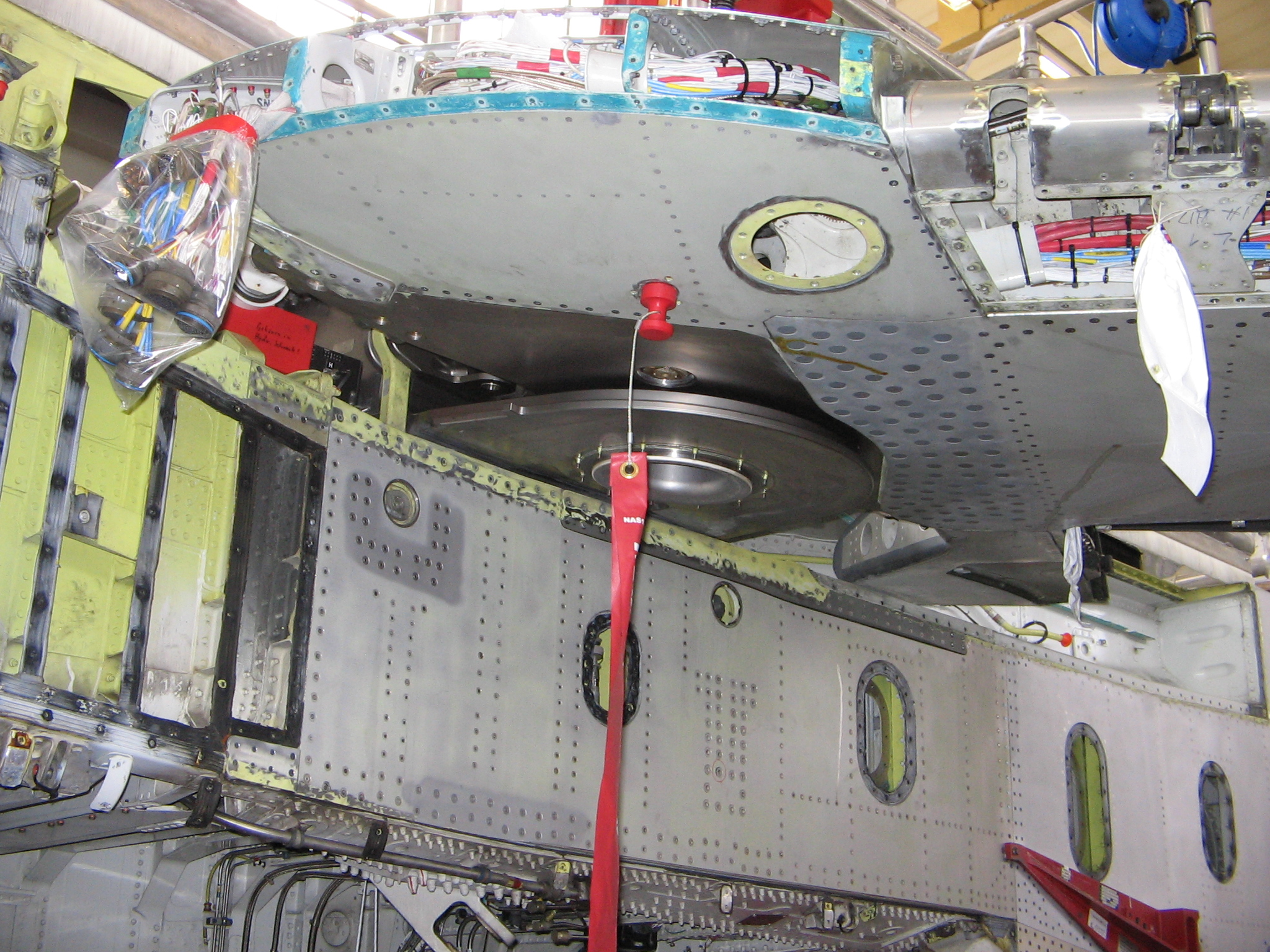
Mécanisme des ailes à géométrie variable du Panavia Tornado.

### Expérimentaux
- Bell X-5
- Dassault Mirage G (Mirage IIIG, Mirage G4, Mirage G8)
- Messerschmitt P.1101
- NASA AD-1, via une aile qui devient oblique
- XF10F Jaguar

### Production en série
- Rockwell B-1 Lancer
- Grumman F-14 Tomcat
- General Dynamics F-111 Aardvark et EF-111A Raven
- Mikoyan-Gourevitch MiG-23 Flogger et MiG-27 Flogger
- Panavia Tornado
- Soukhoï Su-17/20/22 Fitter
- Soukhoï Su-24 Fencer
- Tupolev Tu-22M Backfire
- Tupolev Tu-160 Blackjack

## Culture populaire
- Dans l'album Vol 714 pour Sydney des aventures de Tintin, le Carreidas 160 est un avion supersonique avec des ailes à géométrie variable